# Georg Høeberg
Georg Høeberg (né le 27 décembre 1872 à Copenhague – mort le 3 août 1950 à Vedbæk) est un compositeur et chef d'orchestre danois. Son grand-père était Hans Christian Lumbye, chef d’orchestre du Théâtre royal danois.

## Source
- (en) Cet article est partiellement ou en totalité issu de l’article de Wikipédia en anglais intitulé « Georg Høeberg » (voir la liste des auteurs).